# Czemanka András
Czemanka András (Tzemanka András) (18. század) evangélikus lelkész.

## Élete
Turóc vármegyéből, nemesi családból származott. 1724-ben körmöcbányai evangélikus lelkész volt és minden tudományban, különösen pedig a történeti irodalomban jártas volt, a hazai történetre vonatkozó könyveket és kéziratokat nagy költséggel összevásárolta. Nevezetes könyvtára a tűz martaléka lett.

## Munkái
- Historica et geographica comitatus Thurótzensis descriptio, aucta et emendata a Belio. Viennae, 1736. (Belii Notitia Hung. Tom. II. 291–366. l.)
- Psalterium latinum. Hely és év nélkül. (Bél Mátyás gyakran megemlékezik erről.)

Kéziratban maradt: Congeries variorum manuscriptorum multarumque ex impressis etiam clarissimorum virorum libris, ad illustrationem comprimis Historiae Hungar. tam politicae, quam luth. Ecclesiasticae facientium rerum fideliter desumptarum.
Egyéb kéziratait (a Révai Miklós jegyzeteit, a Váradi regestrumot és Listhius János munkáját) közölte Bél Mátyással, ki ezt "Adparatus ad historiam Hungariae című munkája (Posonii, 1735. Decad. I. Monum. V. és VI.) előszavaiban említi.